# Meilleures buteuses du Championnat de Belgique de football féminin
Cette page présente la liste des meilleures buteuses du Championnat de Belgique ainsi que les meilleures au classement des assists.

## Meilleures buteuses
| Saison    | Championnat  | Joueuse                    | Pays        | Club                     | Buts |
| --------- | ------------ | -------------------------- | ----------- | ------------------------ | ---- |
| 2001-2002 | D1           | Kristel Verelst            | Belgium     | KFC Rapide Wezemaal      | 32   |
| 2002-2003 | D1           |                            |             |                          |      |
| 2003-2004 | D1           |                            |             |                          |      |
| 2004-2005 | D1           |                            |             |                          |      |
| 2005-2006 | D1           | Sarina Heirbaut            | Belgium     | RSC Anderlecht           | 38   |
| 2006-2007 | D1           | Femke Maes Kristel Verelst | Belgium     | KFC Rapide Wezemaal      | 22   |
| 2007-2008 | D1           | Isabelle Ebhodaghe         | Belgium     | KVK Tirlemont            | 34   |
| 2008-2009 | D1           | Isabelle Ebhodaghe         | Belgium     | KVK Tirlemont            | 29   |
| 2009-2010 | D1           | Aline Zeler                | Belgium     | Saint-Trond VV           | 35   |
| 2010-2011 | D1           | Aline Zeler                | Belgium     | Standard Fémina de Liège | 32   |
| 2011-2012 | D1           | Vanity Lewerissa           | Netherlands | Standard Fémina de Liège | 36   |
| 2012-2013 | BeNe Ligue   | Stéphanie Van Gils         | Belgium     | RSC Anderlecht           |      |
| 2013-2014 | BeNe Ligue   | Pauline Crammer            | France      | RSC Anderlecht           | 21   |
| 2014-2015 | BeNe Ligue   | Tessa Wullaert             | Belgium     | Standard de Liège        | 18   |
| 2015-2016 | Super League | Aline Zeler                | Belgium     | Standard de Liège        | 14   |
| 2016-2017 | Super League | Sanne Schoenmakers         | Netherlands | Standard de Liège        | 26   |
| 2017-2018 | Super League | Ella Van Kerkhoven         | Netherlands | RSC Anderlecht           | 29   |
| 2018-2019 | Super League | Ella Van Kerkhoven         | Netherlands | RSC Anderlecht           | 24   |

## Assists
| Saison    | Championnat  | Joueuse             | Pays    | Club              | Buts |
| --------- | ------------ | ------------------- | ------- | ----------------- | ---- |
| 2016-2017 | Super League | Davinia Vanmechelen | Belgium | Standard de Liège | 16   |
| 2017-2018 | Super League | Sarah Wijnants      | Belgium | RSC Anderlecht    | 17   |